# Anti-Balkan
De Anti-Balkan (Bulgaars: Средна гора, Sredna Gora) is een gebergte in het midden van Bulgarije. Het ligt pal ten zuiden van de Balkan en loopt er evenwijdig aan. De naam Sredna Gora betekent middengebergte.
Het gebergte is niet bijzonder hoog, het hoogste punt is de Goljam Bogdan (Bulgaars: Голям Богдан, d.i. Grote Bogdan) op 1604 meter.
De laatste tijd zijn in dit gebied veel overblijfselen van de Thraciërs, waaronder tempels, gevonden.